# Franz Josef Schnitzer
Franz Josef Schnitzer (* 14. Juli 1928 in Leoben; † 20. Oktober 2006) war ein österreichischer Mathematiker.
Schnitzer studierte an der Philosophischen Fakultät der Karl-Franzens-Universität Graz Mathematik und Physik und promovierte 1957 dort bei Georg Kantz zum Doktor der Philosophie.
Von 1957 bis 1971 war er Professor für Mathematik an der Wayne State University in Detroit, Michigan (USA). 1971 wurde er an die (damalige) Montanistische Hochschule in Leoben berufen, wo er 1972 seinen Dienst als Ordentlicher Universitätsprofessor für Mathematik und Mathematische Statistik antrat. Bis zu seiner Emeritierung 1996 war er auch Vorstand des Institutes an der nunmehrigen Montanuniversität Leoben.
Zusammen mit Emil Grosswald bewies er den Satz von Grosswald-Schnitzer.